# Jean-Luc Bilodeau
Jean-Luc Bilodeau (Vancouver, 4 de novembro de 1990) é um ator canadense conhecido por suas atuações em filmes e participações em seriados norte-americanos como Kyle XY, com a qual ganhou reconhecimento mundial. Também é conhecido por ter estrelado junto com Debby Ryan, o filme 16 Wishes, e a série Baby Daddy.

## Biografia
Jean é o filho de Raymon e Barb Bilodeau, tem uma irmã chamada Danielle. Se formou no colégio Holy Cross Regional High School, em junho de 2008. Antes de virar ator, Jean fez várias campanhas publicitárias e era dançarino.
Em 2006, estreou na televisão no seriado Kyle XY, como Josh Trager. Seu primeiro papel no cinema foi no filme III Fated de 2004 em que ele desempenhou o papel de "Bobby" quando jovem. Fez o filme de terror Trick 'r Treat, com Anna Paquin, lançado em 2009.
De 2012 a 2017, ele protagonizou a série Baby Daddy, no papel de Ben Wheeler, que teve uma filha resultado do encontro que durou apenas uma noite. Emma é abandonada pela mãe no apartamento dele e ele precisa se virar com a ajuda do irmão e um amigo com quem mora. Sua mãe e a melhor amiga que é apaixonada por ele, também tentam ajudá-lo de todas as formas. A série foi uma das maiores audiências entre as comédias da emissora a cabo norte-americana ABC Family.

## Filmografia

### Filmes
| Ano  | Filme           | Papel             | Notas     |
| ---- | --------------- | ----------------- | --------- |
| 2004 | III Fated       | Bobby (jovem)     |           |
| 2008 | Trick 'r Treat  | Schrader          |           |
| 2009 | Spectacular!    | Star Spangled Boy | Telefilme |
| 2010 | 16 Wishes       | Jay Kepler        | Telefilme |
| 2011 | Best Player     | Ash               | Telefilme |
| 2012 | LOL             | Jeremy            |           |
| 2012 | Piranha 3DD     | Josh              |           |
| 2012 | Love Me         | Harry             |           |
| 2014 | Expecting Amish | Samuel            | Telefilme |
| 2015 | All in Time     | Clark             |           |
| 2016 | Casa Vita       | Early Lindstrom   | Telefilme |
| 2017 | Axis            | Barry             | Dublagem  |

### Televisão
| Ano       | Título                         | Papel          | Notas                                                                              |
| --------- | ------------------------------ | -------------- | ---------------------------------------------------------------------------------- |
| 2006-2009 | Kyle XY                        | Josh Trager    | Recorrente - 43 episódios                                                          |
| 2008      | Supernatural                   | Justin         | Episódio "It's The Great Pumpkin, Sam Winchester" (4 Temp.)                        |
| 2009      | The Troop                      | Lance Donovan  | Episódio "Tentáculos no Rosto" (1 Temp.)                                           |
| 2010      | Strange Brew                   | Michael        | Episódio "Piloto"                                                                  |
| 2010      | No Ordinary Family             | Bret Martin    | Episódio "No Ordinary Mobster" (1 Temp.) Episódio "No Ordinary Accident" (1 Temp.) |
| 2011      | R.L. Stine's The Haunting Hour | Eric           | Episódio "Scary Mary: Part 1" (1 Temp.) Episódio "Scary Mary: Part 2" (1 Temp.)    |
| 2012-2017 | Baby Daddy                     | Ben Wheeler    | Protagonista - 100 episódios                                                       |
| 2019      | Carol's Second Act             | Daniel Kutcher | Recorrente                                                                         |